# Visit
En visit är ett formaliserat hembesök, som i större utsträckning förekom i övre samhällsklasser i Sverige fram till 1900-talet. Det var förr något som var etablerat och beskrivet i vett- och etikettböcker, men som inte längre förekommer i annan betydelse än besök.
Att avlägga en visit innebar att man utan tidigare överenskommelse om tid med motparten besökte någon. Man togs emot av tjänstefolk, som hörde sig för med de hemmavarande om gästerna kunde tas emot. Om så var fallet, hälsades man välkommen och förväntades föra lättsam konversation i cirka tio minuter innan man tackade för vänligheten och gick igen. Ingen mat eller dryck serverades under en visit.
Dessa korta besök fyllde funktionen att personer som inte kände varandra så väl kunde bekanta sig på ett otvunget sätt, inför till exempel bröllop då två släkter förenas. Värdparet behövde inte klä upp sig eller bjuda på något och kunde förvänta sig att besökarna inte skulle bli långvariga. Besökarna behövde inte heller klä upp sig eller ha med sig någon present.